# Велокафе

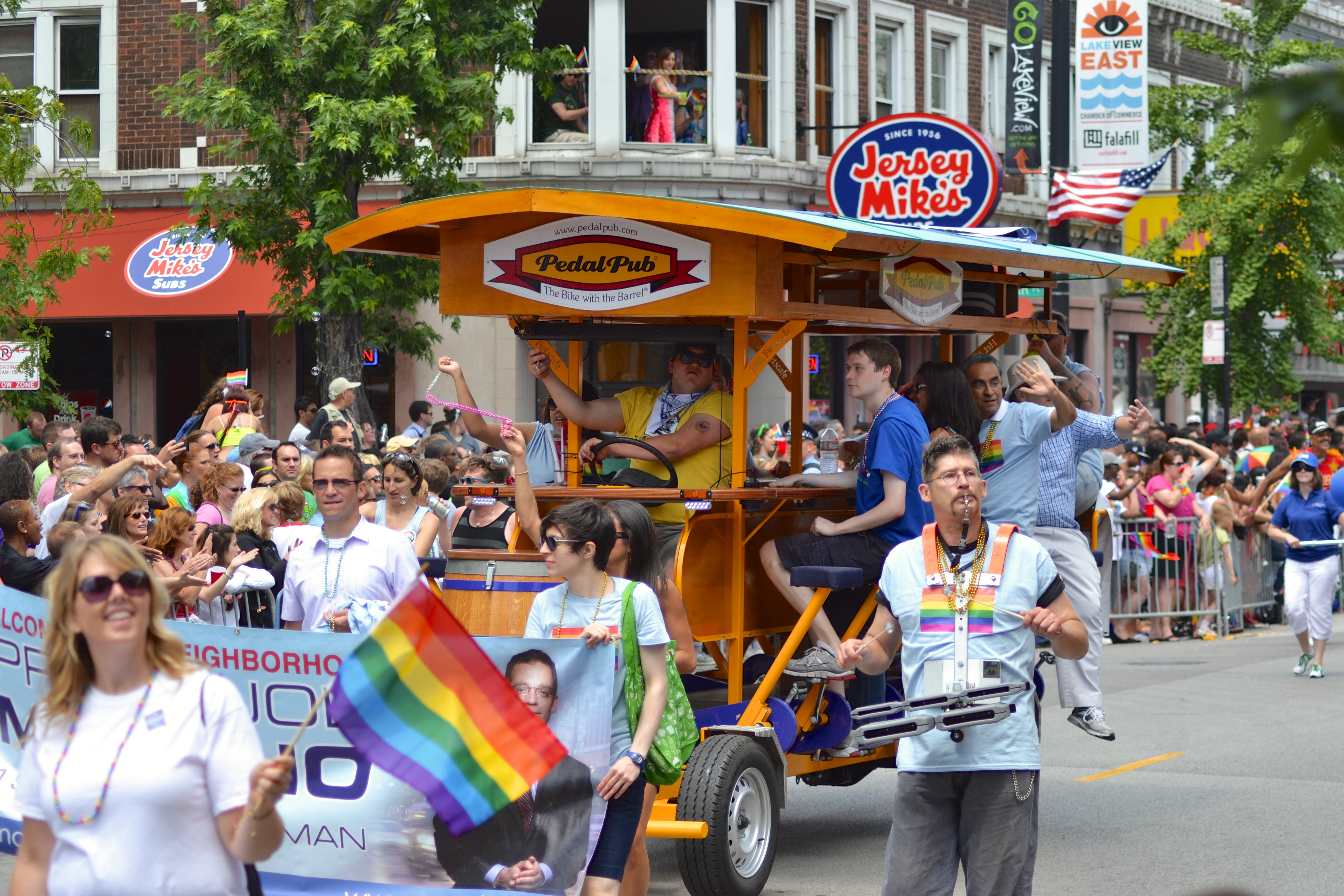
Велокафе

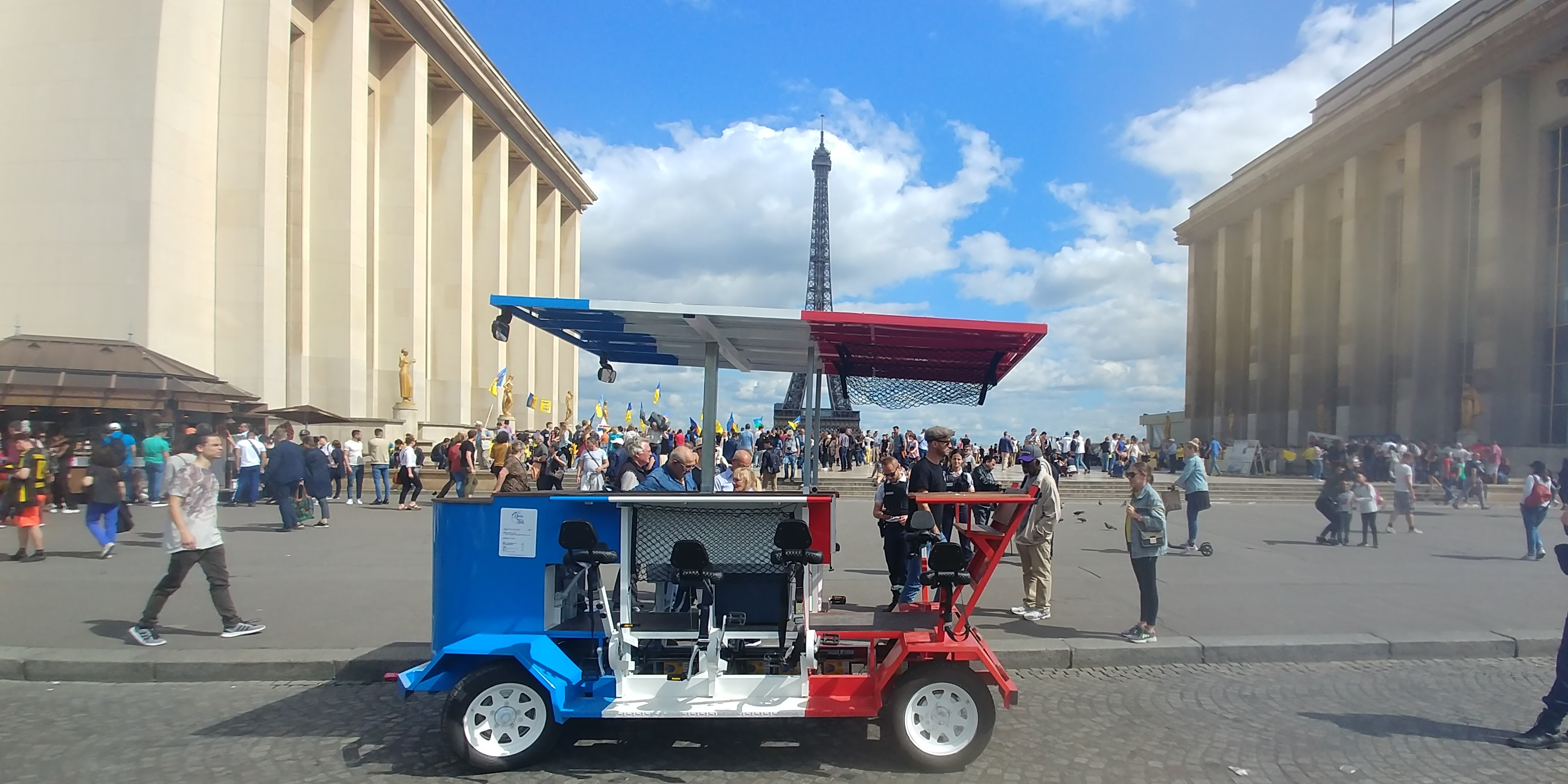
Demi Tour Paris, велопрогулянки на велокафе

Велокафе (велокав'ярня) — облаштоване місце для парковки і вгамування спраги чи голоду велосипедистів. Також так називається триколісний велосипед для вуличної торгівлі.

## Складові велокафе
Біля кожного столика є балкова дерев'яна конструкція, яка фіксує переднє колесо велосипеда.  Це дозволяє сидіти, спираючись на підставки для ніг.
До складу Велокафе можуть входити:
1. Літній майданчик, де велосипедисти можуть відпочити, сидячи на велосипеді.
2. Затишне приміщення з м'якими диванами, де можна відпочити.
3. Велосипедна парковка.
4. Веломайстерня, де можна полагодити велосипед і підкачати шини, як власноруч, так і за допомогою майстра.
5. Сервіс  з надання оренди велосипедів.
Велокафе також використовують для продажу кави, морозива, розвезення гарячих обідів. Має гальма на всі колеса.

## Перші велокафе
Перше у світі велокафе відкрили в Цюриху у 2013 році. Конструкція складається з двох дерев’яних панелей, між якими фіксується переднє колесо велосипеда. Це дозволяє сидіти, спираючись на підставки для ніг. Тимчасова ініціатива муніципальної ради Цюриха викликала захоплення. За тиждень велокафе відвідали понад 500 велосипедистів. Жителі пропонували все нові місця для велокафе, адже третина жителів міста пересувається на велосипедах. Міська влада прийняла програму розвитку міста, у план якої входило будівництво спеціальних кафе, які зручно було б відвідувати, сидячи на велосипеді.

## Зручності для велосипедистів
Тепер велосипедисти можуть спокійно пити каву, сидячи на велосипеді і не хвилюючись про крадіжку байка.  
Велокафе використовується для виготовлення, реалізації та споживання кулінарної продукції, як безпосередньо на місці, так і на виніс, іноді в супроводі деяких форм розважальних програм; надання  послуг з ремонту велосипедів; надання прокату велосипедів тощо.

## Велокафе в Україні
Велокафе є в Харкові, Львові, Києві. Велокафе «Їхали ведмеді» (м. Харків) – незвичайний заклад у підвальному приміщенні, який, крім класичного кафе, надає послуги велопрокату.